# West London

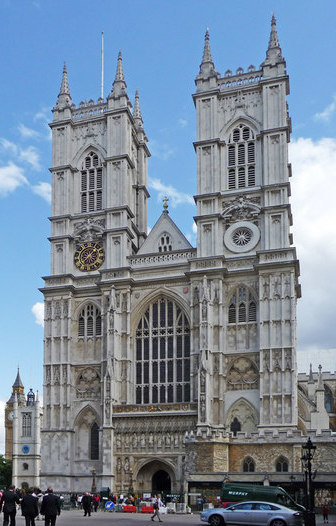
Sfințirea bisericii Abației Westminster a stimulat creșterea populației în zonele aflate la vest de City of London.

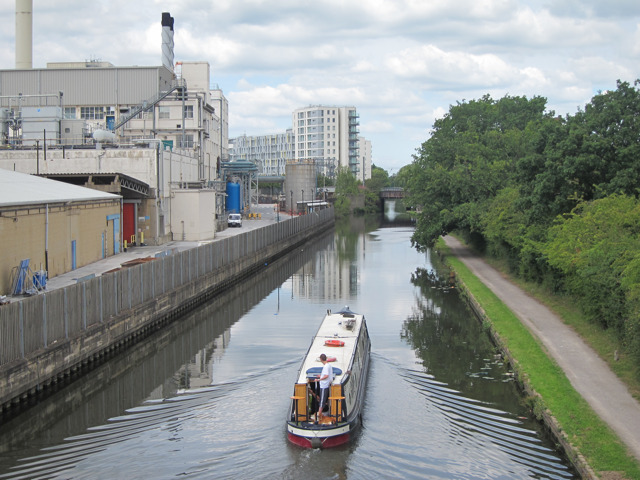
Canalul Grand Union din, Hillingdon. Acest canal este principala cale navigabilă internă din West London.

West London este partea de vest a Londrei, Anglia, situată la nord de râul Tamisa și la vest de City of London și care se extinde până la limita teritorială a Londrei.
Termenul este folosit pentru a diferenția zona de celelalte părți ale Londrei: North London⁠(d), East London⁠(d) și South London⁠(d). West London a făcut parte din comitatul istoric Middlesex.

## Formarea și dezvoltarea zonei
West London a avut inițial două puncte principale de creștere: zona din jurul insulei Thorney, unde au fost construite Abația Westminster și Palatul Westminster, și rețeaua de dezvoltare îndreptată către vest - spre Westminster - de la porțile zidurilor ce înconjurau City of London. În secolul al XVII-lea aceste zone de creștere vor fi legate între ele printr-o politică de dezvoltare de nivel înalt, care a format un punct focal ce a devenit cunoscut mai târziu sub numele de West End of London⁠(d).

### Formarea zonei Westminster pe insula Thorney
Dezvoltarea zonei a început odată cu înființarea Abației Westminster pe un loc numit atunci Thorney Island, care era accesibil printr-un vad natural peste Tamisa ce se afla de-a lungul vechii Watling Street⁠(d). Tradiția datează înființarea abației în secolul al VII-lea d.Hr., dar primele înregistrări scrise menționează că abația a fost fondată în anii 960 sau la începutul anilor 970. Insula și zona înconjurătoare au devenit cunoscute sub numele de Westminster, cu referire directă la biserică.
Legenda zonei Westminster menționează că, la începutul secolului al VII-lea, un pescar local pe nume Edric a transportat un străin cu haine străine zdrențuite peste Tamisa până la insula Thorney. Aceasta ar fi fost o apariție miraculoasă a Sfântului Petru, pescar el însuși, ce a venit pe insulă pentru a sfinți biserica nou construită, care s-a transformat ulterior în Abația Westminster. Neavând bani cu care să plătească traversarea râului, Sfântul Petru l-a răsplătit pe Edric cu o captură abundentă de pește. Edric a fost instruit să-i aducă regelui și Sfântului Mellitus, episcopul Londrei⁠(d), un somon și diverse dovezi că sfințirea bisericii a avut loc deja. În fiecare an, pe 29 iunie, de ziua Sfântului Petru, breasla Worshipful Company of Fishmongers⁠(d) dăruiește abației un somon în amintirea acestui eveniment.
Palatul Westminster s-a dezvoltat ulterior și, începând din 1265, a devenit sediul Parlamentului. Prezența aici a centrului guvernamental și apropierea de City a dat un impuls dezvoltării zonei, făcând ca West London să devină zona cu cea mai rapidă creștere a capitalei britanice în perioada sa timpurie.

### First West End
Extinderea City of London dincolo de zidurile orașului a fost mult mai rapidă în exteriorul porților dinspre vest Ludgate⁠(d) și Newgate⁠(d) decât în exteriorul porților dinspre nord sau dinspre est; această creștere rapidă s-a datorat drumurilor care duceau de la aceste porți vestice către centrul politic Westminster. Cartierul (ward) extramural mare și prosper Farringdon Without⁠(d), urbanizat intensiv în secolul al XII-lea, a fost descris drept First West End al Londrei.
Zona urbană care s-a format de-a lungul drumurilor care porneau de la porțile Ludgate (Fleet Street⁠(d) și The Strand) și Newgate⁠(d) (Holborn și High Holborn⁠(d)) a devenit tot mai aglomerată în secolele al XV-lea până în al XVII-lea și a ajuns să se extindă mult dincolo de Farringdon Without, în districtele Holborn⁠(d), Bloomsbury și Westminster.

### Un nou West End
Creșterea urbană care a continuat dincolo de zona rezidențială Westminster a avut loc în paralel cu cea care a continuat dincolo de City pe vremea lui Henric al VIII-lea (1509–1547). În acea perioadă, Westminster a dobândit pentru prima dată statutul de oraș.
La mijlocul secolului al XVII-lea, Henry Jermyn a jucat un rol esențial în dezvoltarea districtelor St James's⁠(d) și Mayfair⁠(d) ale orașului Westminster. Aceste districte au reprezentat un nou centru de interes pentru locuitorii din vestul Londrei, care a ajuns să fie cunoscut sub numele de West End. Jermyn a devenit cunoscut ulterior drept Părintele West End-ului.
Lucrarea Survey of London (1720) a lui John Strype⁠(d) a descris Westminster ca una dintre cele patru zone distincte ale Londrei din vremea sa; cele patru zone erau City of London, Westminster (West London)⁠(d), Southwark (South London) și „That Part beyond the Tower” (East London)⁠(d). Zona cunoscută acum ca North London⁠(d) s-a format mai târziu.

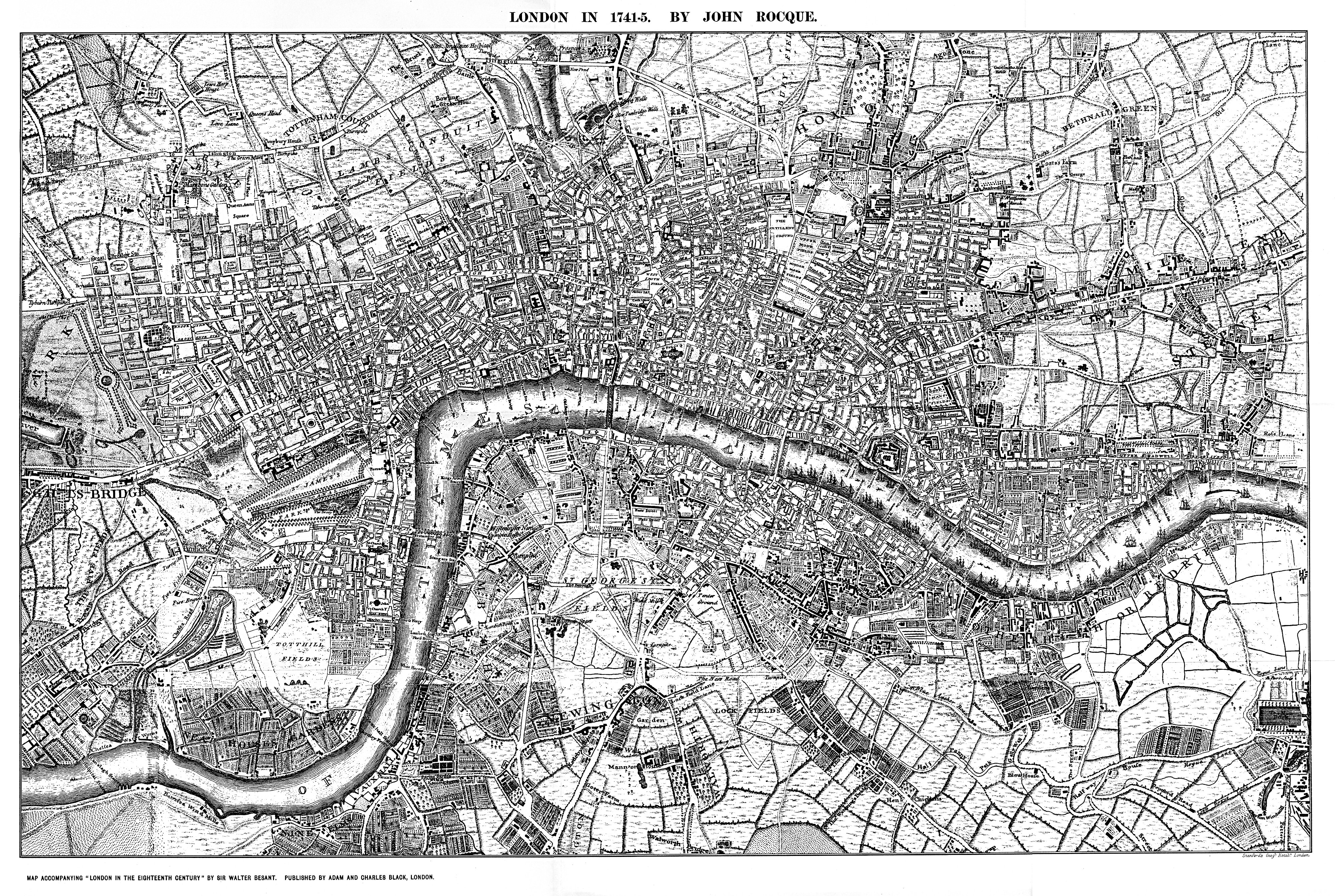
O copie detaliată a hărții Londrei desenate de, 1741-1745.

În afară de apropierea sa de sediul guvernului, West End a fost mult timp favorizat de elita bogată care s-a stabilit aici, ca urmare a faptului că această zonă era de obicei în direcția opusă vântului care ducea fumul ce se revărsa din orașul aglomerat. Un alt factor care a facilitat creșterea rapidă a West London a fost numărul foarte mare de poduri care leagă această zonă de South London și de zona de dincolo de ea; prin contrast, chiar și astăzi, nu există poduri la est de Tower Bridge, parțial pentru că râul devine tot mai lat pe măsură ce se îndreaptă către est.
În secolul al XIX-lea, termenul „West End of London” s-a răspândit tot mai mult ca nume propriu și nu a mai fost doar o descriere geografică a zonei.

### Creșterea rapidă
La fel ca și alte zone ale capitalei britanice, West London a crescut rapid în epoca victoriană ca urmare a extinderii rețelei de transport urban prin construirea terminalelor de la Paddington și Marylebone și a liniilor de cale ferată care porneau de acolo. Această tendință a continuat în secolul al XX-lea și a fost ulterior consolidată de extinderea rețelei de drumuri rutiere.
Întinderea teritorială a Londrei s-a stabilizat după instituirea Centurii Verzi Metropolitane⁠(d) la scurt timp după cel de-al Doilea Război Mondial.

## Geografie

### Topografie
West London este o zonă definită informal și inexact, situată la nord de râul Tamisa și care se extinde spre vest de la marginea zonei City of London către centrul istoric și comercial al West London: Westminster și West End, până la granița Londrei Mari, care este formată în mare parte de râul Colne. Această zonă include, potrivit unor interpretări, burgurile Brent și Harrow, cu vechea Watling Street⁠(d) drept graniță a acelor zone exterioare⁠(d). Canalul Grand Union⁠(d) este principala cale navigabilă internă din West London.
West London se învecinează cu comitatele administrative Surrey (la sud-vest și la sud), Berkshire (la vest și nord-vest), Buckinghamshire (la nord-vest) și Hertfordshire (la nord).
Termenul West London este folosit pentru a diferenția această zonă de alte diviziuni radiale informale ale Londrei, Metropolitan Compass: North London⁠(d), East London⁠(d) și South London⁠(d).

## Economie

### London Plan
Documentul strategic London Plan⁠(d) definește două zone ale Londrei ca fiind centre internaționale: West End și Knightsbridge⁠(d), ambele aflate în vestul Londrei. Cinci dintre cele treisprezece centre metropolitane din acest plan se află, de asemenea, în West London: Ealing, Hounslow, Harrow, Uxbridge și Shepherd's Bush⁠(d).
Unsprezece dintre cele treizeci și opt de zone de oportunitate menționate în London Plan fac parte din Wes London: Kensal Canalside⁠(d), Paddington⁠(d), Earl's Court și West Kensington⁠(d), Harrow și Wealdstone⁠(d), Park Royal⁠(d), Old Oak Common⁠(d), Southall⁠(d), Tottenham Court Road⁠(d), Victoria, Wembley și White City.

### Principalii angajatori
Aeroportul Londra Heathrow este un angajator important din West London, iar University of West London⁠(d) are peste 47.000 de studenți.